# Teja Oblak
Teja Oblak (Kranj, 20 dicembre 1990) è una cestista slovena.
È la sorella di Jan Oblak.

## Carriera
Con la Slovenia ha disputato tre edizioni dei Campionati europei (2017, 2019, 2021).